# Aceros narcondami
Aceros narcondami là một loài chim trong họ Bucerotidae.

## Hình ảnh

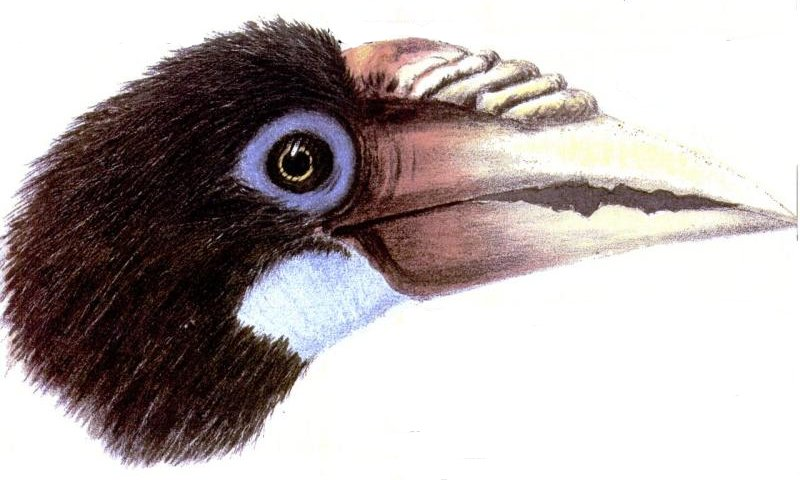
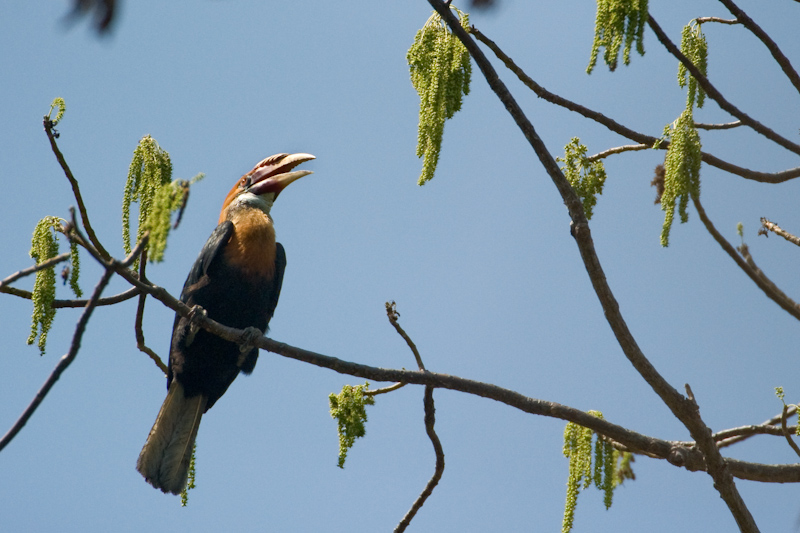